# 1960 en droit
Cet article présente les faits marquants de l'année 1960 en droit.

## Événements

### Janvier
- 1er janvier : indépendance du Cameroun.

### Avril
- 27 avril : indépendance du Togo octroyée par la France. Ancienne colonie allemande, il était sous administration déléguée de l'ONU.

### Juin
- 4 juin : première révision de la Constitution de la Cinquième République française sur l'indépendance des États africains membres de la Communauté.
- 20 juin : indépendances du Mali et du Sénégal octroyées par la France. Les deux États forment la Fédération du Mali qui éclatera au mois d'août.
- 26 juin : indépendance de Madagascar. Philibert Tsiranana devient président de la République malgache, jusqu'en 1972.
- 30 juin : indépendance du Congo belge octroyée par la Belgique. Joseph Kasa-Vubu en devient président.

### Juillet
- 1er juillet :
  - Le Somaliland britannique et la Somalie sont réunis et proclament leur indépendance. Le nouvel État se donne pour mission de réunir tous les peuples somalis de la Corne de l'Afrique (Somalie, Somaliland, Djibouti, le Nord du Kenya et l’Ogaden éthiopien).
  - Le Ghana, indépendant depuis 1957, devient une République; il reste membre du Commonwealth.

- 29 juillet : Signature de la Convention de Paris sur la responsabilité civile dans le domaine de l'énergie nucléaire.

### Août
- 1er août : indépendance du Dahomey octroyée par la France.
- 3 août : indépendance du Niger acceptée par la France.
- 5 août : indépendance de la Haute-Volta (actuel Burkina Faso) octroyée par la France.
- 7 août : indépendance de la Côte d'Ivoire octroyée par la France.
- 10 août : Au Canada, adoption de la Déclaration canadienne des droits.
- 11 août : indépendance du Tchad, François Tombalbaye en devient le président.
- 13 août : l’Oubangui-Chari devient indépendant sous le nom de République centrafricaine.
- 15 août : indépendance de la république populaire du Congo octroyée par la France.
- 17 août : indépendance du Gabon octroyée par la France.
- 20 août : le Sénégal quitte la Fédération du Mali et déclare son indépendance. Sénégalais et Soudanais sont opposés sur les principes démocratiques et politiques (fédéralisme et pluralisme pour le Sénégal, État unitaire et parti unique pour le Soudan).

### Septembre
- 12 septembre : l’état de siège est proclamé sur toute la fédération du Mali, qui vit déjà depuis le 30 août sous le régime de l’état d’urgence.
- 22 septembre : le socialiste Modibo Keïta proclame l'indépendance de la République du Mali après l'échec de la Fédération du Mali. Il instaure un régime présidentiel fortement centralisé.

### Octobre
- 1er octobre : l'indépendance du Nigéria est concédée par le Royaume-Uni. Nnamdi Azikiwe en devient le gouverneur général jusqu'en 1963, puis président de la République à cette date.

### Novembre
- 15 novembre : indépendance de la Mauritanie octroyée par la France.
- 25 novembre : en France, une loi double la peine minimum pour outrage public à la pudeur quand il s'agit de rapports homosexuels

### Décembre
- 1er décembre : indépendance de la République centrafricaine octroyée par la France.
- 14 décembre : adoption à l’assemblée générale de l’ONU d’une « déclaration sur l’octroi de l’indépendance aux peuples colonisés ». Un Comité de décolonisation sera créé en 1961.

## Décès
- Max Huber, juriste suisse (né en 1874)
- Emmanuel Gounot, juriste français (né en 1885)